# Лёгкие

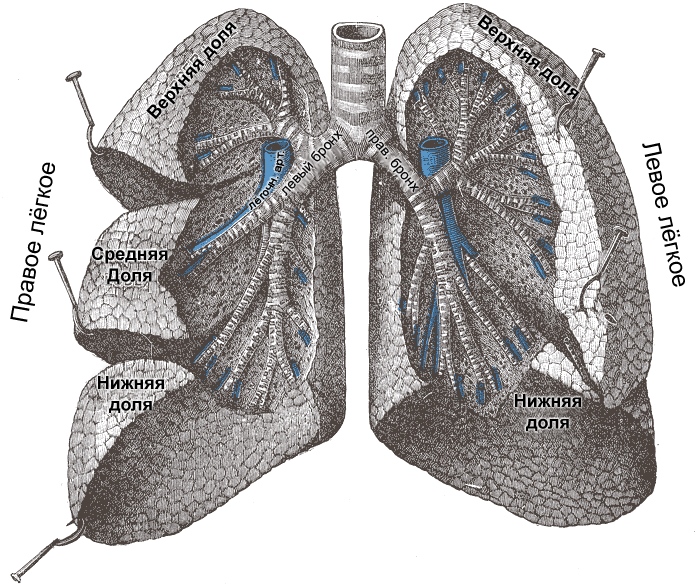
Лёгкие человека в разрезе. Воздушные входы и выходы из лёгких через проходы хрящевых трубок — бронхи и бронхиолы. На этом рисунке ткань лёгких рассечена, чтобы раскрыть бронхиолы

Лёгкие (лат. pulmones, др.-греч. πνεύμων) — органы воздушного дыхания у всех млекопитающих, птиц, пресмыкающихся, большинства земноводных, а также у некоторых рыб (двоякодышащих, кистепёрых и многопёровых).
Лёгкими называют также органы дыхания у некоторых беспозвоночных животных (у некоторых моллюсков, голотурий, паукообразных).
В лёгких осуществляется газообмен между воздухом, находящимся в паренхиме лёгких, и кровью, протекающей по лёгочным капиллярам.

## Этимология
Русское название лёгких связано с тем, что, когда при разделке туши животного внутренности складывают в ёмкость с водой, лёгкие держатся на воде, а остальные органы тонут. Названия в других славянских языках продолжают праслав. pluťe/pľuťe (пол. płuca, чеш. plíce), которое образовано от того же праиндоевропейского корня *pleu- «плавать», что лат. pulmo и др.-греч. πνεύμων. Внутренняя форма слова здесь почти та же, что и у русского слова, — «то, что плавает на воде».
Многие медицинские и биологические термины, связанные с лёгкими, образованы от латинского корня pulmo- (например, пульмонология — дисциплина, изучающая болезни лёгких) или от греческого πνεύμω- (например, пневмония — воспаление лёгких).

## Сравнительная анатомия
У рыб, имеющих лёгкие, последние являются дополнительным органом дыхания и функционируют наряду с органами водного дыхания — жабрами.
У пресмыкающихся и птиц лёгкие помещаются в грудном отделе общей полости тела, а у млекопитающих животных — занимают бо́льшую часть особой грудной полости, которая ограничена грудной клеткой и отделена от брюшной полости грудобрюшной преградой. Лёгкие являются парными органами: поверхность лёгкого снаружи покрыта висцеральной плеврой — серозной оболочкой, которая у млекопитающих животных и у человека выстилает также изнутри грудную полость и переднюю (у человека — верхнюю) поверхности грудобрюшной преграды (париетальная плевра). Лёгкие постоянно изменяют свою форму (экскурсия лёгких) в зависимости от фазы дыхания (вдоха или выдоха).
В строении лёгких наземных позвоночных животных можно наблюдать все переходы от мешковидных гладкостенных лёгких (у постоянножаберных земноводных, многопёров) к лёгким, стенки которых имеют сложное ячеистое и губчатое строение благодаря наличию в лёгких многочисленных выростов и образованных ими пузырьков — альвеол, увеличивающих дыхательную поверхность лёгких (у большинства млекопитающих). Таким образом, лёгкое позвоночных включает главные бронхи (правый и левый), которые дихотомически делятся на более мелкие бронхи. По мере деления бронхов уменьшается их диаметр: мелкие бронхи переходят в терминальные (или конечные) бронхиолы, за которыми начинается респираторный отдел лёгкого, выполняющий газообменную функцию. Альвеолы (лёгочные пузырьки) разделены тонкими соединительнотканными перегородками, в которых в числе прочего проходят кровеносные капилляры. Альвеолы сообщаются между собой посредством крошечных отверстий — альвеолярных пор. Благодаря такому взаиморасположению стенок альвеол и капилляров барьер между кровью и воздухом оказывается чрезвычайно тонким и не превышает 0,5 мкм. Препятствует спадению альвеол на выдохе, а также защищает их от проникновения микроорганизмов из вдыхаемого воздуха и выброса жидкости из кровеносных капилляров межальвеолярных перегородок специальное вещество — сурфактант, которое покрывает альвеолы изнутри. Сурфактант содержит фосфолипиды, белки и гликопротеиды.

## Лёгкие беспозвоночных
Некоторые беспозвоночные имеют органы, также называемые лёгкими, которые не являются гомологичными лёгким позвоночных, а образуются путём инвагинации из эктодермы. Многим примитивным беспозвоночным присуща диффузия респираторных газов через всю поверхность тела.
У лёгочных улиток мантийная полость превратилась в лёгкое, причём отверстие, через которое полость последнего сообщается с внешней средой, может закрываться; на своде мантийной полости развито густое сплетение сосудов. Жабры у лёгочных улиток встречаются лишь в виде исключения (в виде вторичных образований). Таким образом, большинство пресноводных форм дышит атмосферным воздухом, в связи с чем улитки должны время от времени подниматься к поверхности воды, чтобы обновить запас воздуха в лёгочной полости.

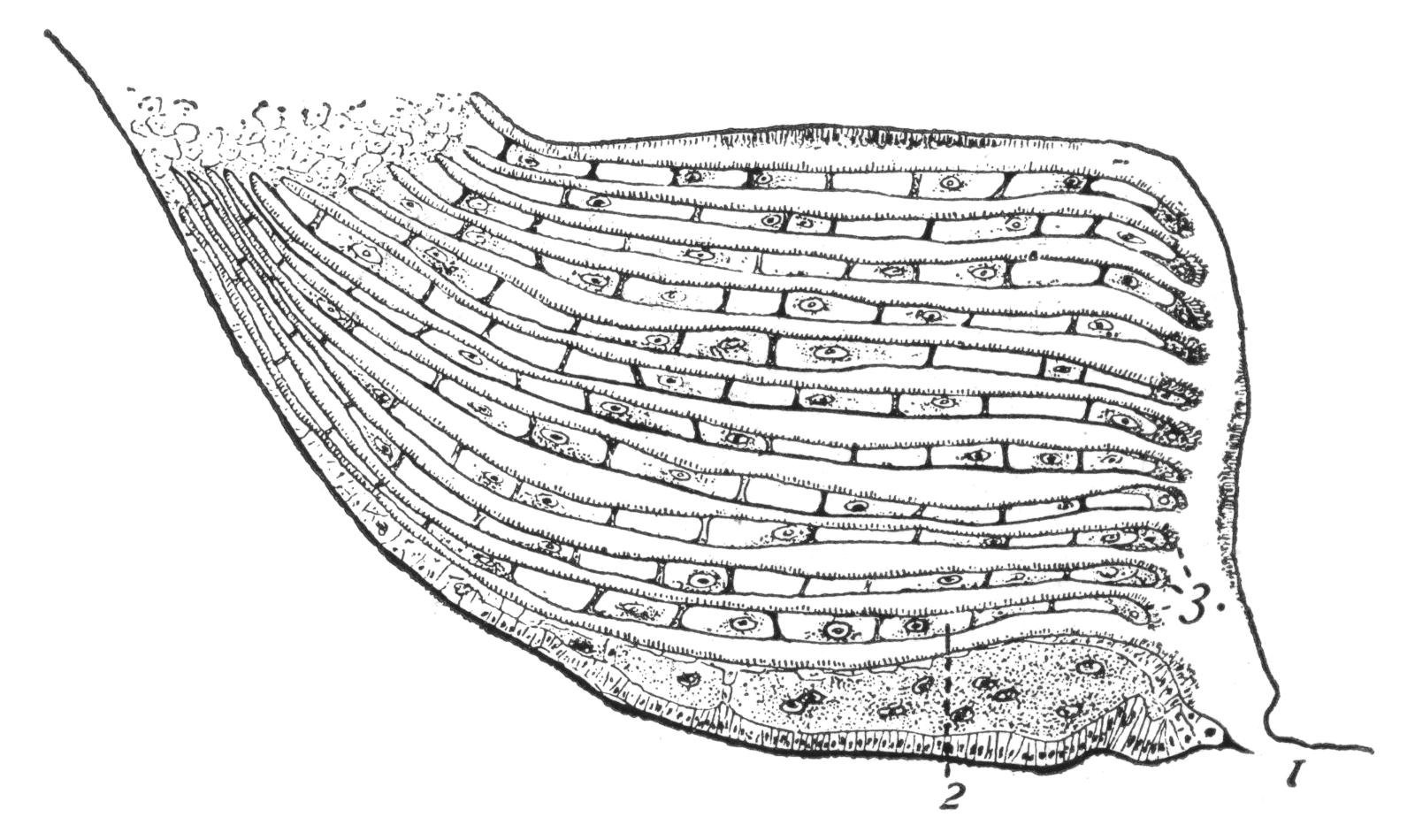
Лёгкое-книжка паука в поперечном разрезе. 1 — отверстие для входа воздуха, 2 — пластинки, заполненные гемолимфой, 3 — прослойки воздуха между ними

У многих паукообразных для атмосферного газообмена используются парные органы, так называемые лёгочные книжки. Их структура напоминает книгу, где страницами являются листки ткани, заполненные гемолимфой (жидкостью, играющей у членистоногих роль крови), эта структура вложена в лёгочный мешок (атриум), который сообщается с внешней атмосферой через дыхательное отверстие (стигму, или дыхальце) на нижней-передней части брюшка, иногда также на задних сегментах головогруди. Промежутки между листками заполнены воздухом, кислород и углекислый газ диффундируют между гемолимфой и воздухом через поверхность листков. Большинству видов для дыхания движение лёгких не требуется, газообмен происходит пассивно. Лёгочные мешки характерны для пауков (обычно имеющих одну пару этих органов, наряду с трахеями) и скорпионов (до четырёх пар лёгочных мешков, трахеи отсутствуют). В то же время у многих паукообразных лёгкие отсутствуют (они дышат с помощью трахей и/или через поверхность тела), что послужило разделению всего класса арахнид на две группы: имеющих лёгкие (такие отряды, как пауки, скорпионы, телифоны, фрины, шизомиды) и не имеющих (к ним относятся клещи, ложноскорпионы, пальпиграды, рицинулеи, сенокосцы, фаланги). Этот орган существует в почти неизменном виде со времён девонского периода, он обнаружен у ископаемых паукообразных (тригонотарбид) в отложениях Райниевых черт в Шотландии, которые датируются 410 млн лет назад. Предполагается, что лёгочные мешки паукообразных образовались из конечностей, «втянувшихся» в полость тела. При этом у водных хелицеровых (мечехвостов) имеются жаберные книжки, гомологичные лёгочным книжкам паукообразных.

## Лёгкие двоякодышащих рыб
Двоякодышащие имеют высокоспециализированную дыхательную систему. Eё особенность в том, что лёгкие соединены с гортанью и глоткой без трахеи. В то время как другие виды рыб могут дышать воздухом, используя модифицированный, васкуляризованный плавательный пузырь, этот пузырь обычно представляет собой простой мешочек, лишённый сложной внутренней структуры. Напротив, лёгкие двоякодышащих рыб подразделяются на множество меньших воздушных мешочков, максимизируя площадь поверхности, доступную для газообмена.
Большинство ныне существующих видов двоякодышащих рыб имеют два лёгких, за исключением рогозуба, который имеет только одно. Лёгкие двоякодышащих рыб гомологичны лёгким четвероногих. Как и у четвероногих и двуногих, лёгкие простираются от вентральной поверхности пищевода и кишечника.
Из ныне живущих двоякодышащих рыб только рогозуб может дышать через жабры, не нуждаясь в воздухе из лёгких. У других видов жабры слишком атрофированы, чтобы обеспечить адекватный газообмен. Когда двоякодышащая рыба получает кислород из своих жабр, вода течёт через рот и жабры однонаправленно для прохождения воды через жабры, двоякодышащая рыба использует буккальный насос («дыхание щеками»). Кровоток через вторичные пластинки[проверить перевод] идёт против течения воды, поддерживая более постоянный градиент концентрации.
При дыхании воздухом через лёгкие спиральный клапан артериального конуса закрывается (сводя к минимуму смешение оксигенированной и дезоксигенированной крови), открываются третья и четвертая жаберные дуги, закрываются вторая и пятая жаберные дуги (сводя к минимуму возможную потерю кислорода, получаемого в лёгких через жабры), проток шестой артериолы закрыт, а лёгочные артерии открыты. Во время дыхания воздухом шестая жабра всё ещё используется в дыхании; дезоксигенированная кровь теряет часть своего углекислого газа, проходя через жабру, прежде чем достичь лёгкого. Это связано с тем, что углекислый газ более растворим в воде. Поток воздуха через рот является приливным[проверить перевод], а через лёгкие он двунаправленный и соблюдает равномерную диффузию кислорода.

## Лёгкие земноводных
Органы дыхания у земноводных представлены:
- лёгкими (специальные органы воздушного дыхания);
- кожей и слизистой выстилкой ротоглоточной полости (дополнительные органы дыхания);
- жабрами (у некоторых водных обитателей и у головастиков).

У большинства видов (кроме безлёгочных саламандр и лягушек Barbourula kalimantanensis) имеются лёгкие не очень большого объёма, в виде тонкостенных мешков, оплетённых густой сетью кровеносных сосудов. Каждое лёгкое открывается самостоятельным отверстием в гортанно-трахейную впадину (в которой расположены голосовые связки, открывающиеся щелью в ротоглоточную полость). За счёт изменения объёма ротоглоточной полости воздух поступает в ротоглоточную полость через ноздри при опускании её дна. При поднимании дна воздух проталкивается в лёгкие. У жаб, приспособленных к обитанию в более засушливой среде, кожа ороговевает, и дыхание осуществляется преимущественно лёгкими.

## Лёгкие рептилий
Для пресмыкающихся (или рептилий) характерно дыхание всасывающего типа путём расширения и сужения грудной клетки при помощи межрёберной и брюшной мускулатуры. Попавший через гортань воздух поступает в трахею — длинную дыхательную трубку, которая на конце делится на бронхи, ведущие в лёгкие. По аналогии с земноводными, лёгкие пресмыкающихся имеют мешкообразное строение, хотя их внутренняя структура намного сложнее. Внутренние стенки лёгочных мешков имеют складчатое ячеистое строение, что значительно увеличивает дыхательную поверхность. У некоторых змей имеется трахейное лёгкое.
Поскольку тело представителей этого класса позвоночных покрыто чешуйками, кожное дыхание у пресмыкающихся отсутствует (исключение составляют мягкотелые черепахи и морские змеи), лёгкие являются единственным дыхательным органом.

## Лёгкие птиц
Лёгкие у представителей класса птиц устроены таким образом, что воздух проходит через них насквозь. При вдохе только 25 % наружного воздуха остаётся непосредственно в лёгких, а 75 % проходит через них и попадает в специальные воздушные мешки. При выдохе воздух из воздушных мешков опять идёт через лёгкие, но уже наружу, образуя так называемое двойное дыхание. Таким образом, кровь, циркулирующая в сосудах лёгких, постоянно насыщается кислородом как во время вдоха, так и выдоха. В состоянии покоя дыхание птицы осуществляется путём расширения и сжатия грудной клетки. При полёте, когда движущимся крыльям нужна твёрдая опора, грудная клетка птиц остаётся практически неподвижной и прохождение воздуха сквозь лёгкие обусловливается путём расширения и сжатия воздушных мешков. Чем быстрее машущий полёт, тем интенсивнее дыхание. При подъёме крыльев они растягиваются, и воздух самостоятельно засасывается в лёгкие и в воздушные мешки. При опускании крыльев происходит выдох и через лёгкие проходит воздух из мешков.
Таким образом, дыхательная система птиц характеризуется признаками приспособления к полёту, во время которого организм нуждается в усиленном газообмене. Эта система органов у птиц считается одной из самых сложных среди всех групп животных. От глотки отходит длинная трахея, делящаяся в грудной полости на два бронха. На месте бифуркации трахеи имеется расширение — нижняя гортань, в которой расположены голосовые связки; стенки её имеют костные кольца. Нижняя гортань представляет собой голосовой аппарат и наиболее сильно развита у птиц, поющих и издающих громкие звуки. Лёгкие птиц являются малыми по объёму, малоэластичными и прирастают к рёбрам и позвоночному столбу. Они характеризуются трубчатым строением и очень густой капиллярной сетью. С лёгкими связано 5 пар воздушных мешков — тонкостенных, легко растяжимых выростов вентральных ответвлений крупных бронхов, находящиеся среди внутренних органов, между мышцами и в полостях трубчатых костей крыльев. Эти мешки играют большую роль в процессе дыхания птиц во время полёта. Наряду с функцией дыхания воздушные мешки несут добавочные функции: облегчают массу тела птицы и, примыкая к крупным группам мышц, участвуют в терморегуляции (рассеивание лишнего тепла).

## Лёгкие млекопитающих

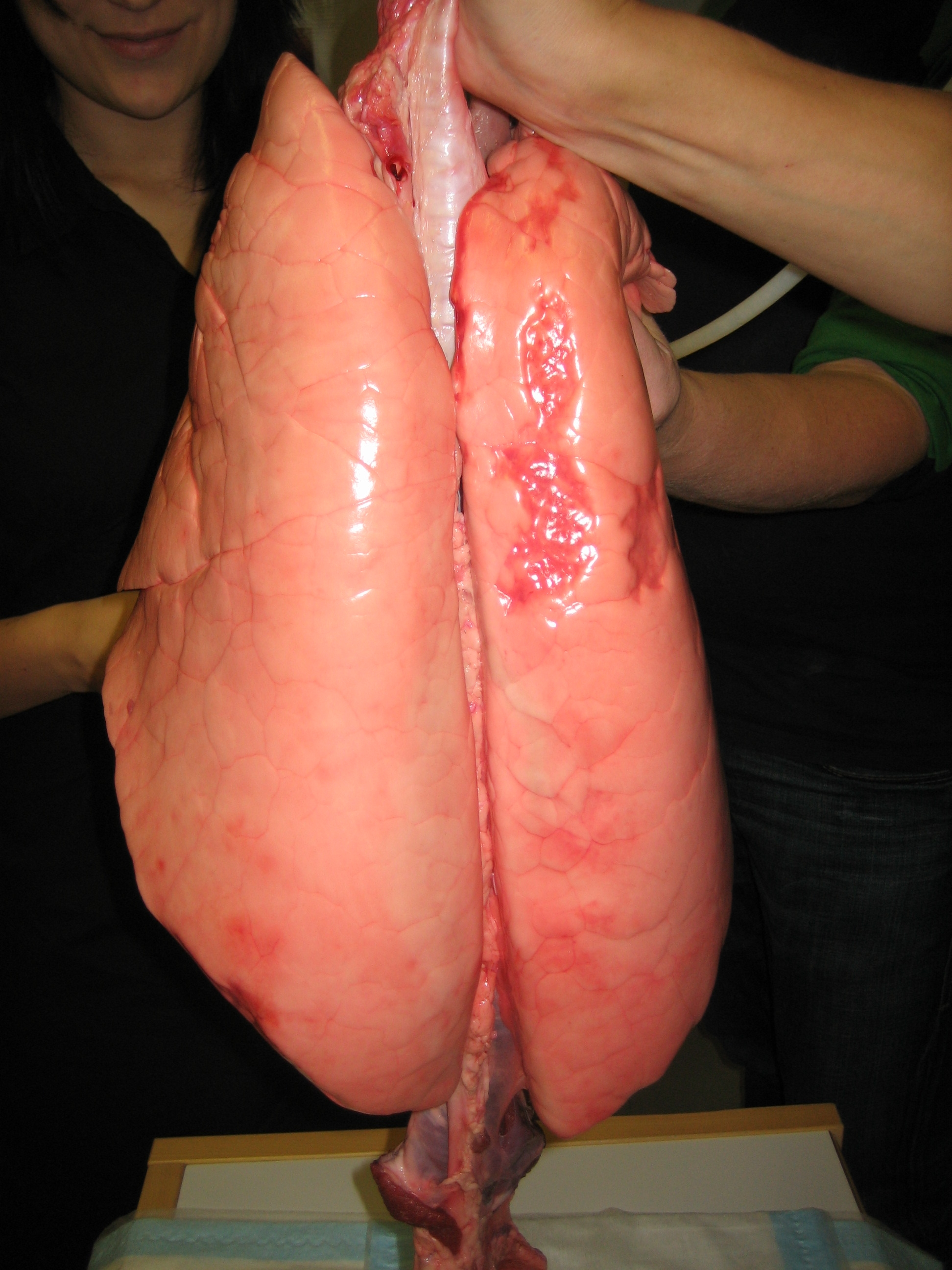
Лёгкие свиньи, наполненные воздухом

Лёгкие у большинства млекопитающих состоят из долей, число которых в правом лёгком (до 6 долей) всегда больше, чем в левом (до 3 долей). Скелет (основу) лёгких составляют бронхи. В лёгких у млекопитающих главный бронх (отходящий от дыхательного горла) делится на вторичные бронхи, которые, в свою очередь, распадаются на всё более мелкие бронхи 3-го и 4-го порядка, переходящие в дыхательные бронхиолы; заканчиваются эти бронхиолы т. н. альвеолярными бронхиолами с их конечными расширениями — альвеолами. Бронхиолы с их разветвлениями образуют дольки лёгких, отделённые друг от друга прослойками соединительной ткани; благодаря этому лёгкие млекопитающих похожи на кисть винограда.